# 駒田寿郎
駒田寿郎（こまだ としお、1945年（昭和20年） - ）は愛知県出身のイラストレーター。
広告代理店を経てフリー。その後、百貨店の専属イラストレーターになる。
女性イラストが評価され、4年後、デパートイラスト以外の活動をはじめる。
- 1969年（昭和44年）　広告デザイン賞入選
- 1980年（昭和55年）　ニューヨーク・ソサエティ・オブ・イラストレーターズ国際展入選。
- 1981年（昭和56年）　ニューヨーク・ソサエティ・オブ・イラストレーターズ国際展入選。

## 主な仕事

### 挿絵
- 東野圭吾　『片想い』＜週刊文春＞、1999年8月26日〜2000年11月23日。
- 薄井ゆうじ　『湖底』＜小説推理＞、2001年〜2001年。
- 松尾由美　『銀杏坂』＜GIALLO＞、2001年。
- 西澤保彦　『方船は冬の国へ』＜小説宝石＞、2002年〜2004年。
- 永井するみ　　『女神の午睡』＜文芸ポスト＞、2004年2005年。
- 貫井徳郎　『悪党達は千里を走る』＜GIALLO＞、2004年〜2005年。
- ローラ・リップマン　『クラック・コカイン・ダイエット』＜ミステリマガジン＞、　2006年。
- 有吉玉青　「ティツシュペーパーボーイ」＜小説新潮＞，2007年。
- 福田和代　「プロメテウスシリーズ」＜ミステリマガジン＞，2008年〜2009年。
- 東野圭吾　『真夏の方程式』＜週刊文春＞、2010年1月14日〜11月25日。

### 装画
- 佐野洋　『かわいい目撃者』＜集英社文庫＞、1979年。
- 陳舜臣　『月をのせた海』＜集栄文庫＞、1983年。
- 津村節子　『ガラスの階段』＜文春文庫＞、1984年。
- 連城三紀彦　『運命の8分休符』＜文春文庫＞、1988年。『恋文のおんなたち』文藝春秋＜文春文庫＞、1988年。
- 黒崎緑　『ワイングラスは殺意に満ちて』文芸春秋　＜単行本＞、1995年。
- 菅野奈津　［涙の川』光文社　＜単行本＞　2001年。
- 久間十義　『ロンリー・ハート』幻冬舍【上・下】単行本2001年。
- 西澤保彦　『方船は冬の国へ』＜カッパノベルス＞　2004年。
- 秋元康　『男の気持ちがわからない君へ』＜α文庫＞、2001年。
- 中学校外国語科用　NEW HORIZON 1.2.3 2005年〜
- 高等学校外国語科用　True Colors 2007年
- スティーブ・ソレイシィ・

### ジャケットカバーイラスト
- CD＝歌のない歌謡曲Vol.14~16・特選集

### ポスター・パンフレット・小冊子
- 季刊誌ニットクニュース表紙　2000年〜2017年〜
- ポスター　ウインタークーポン　1999年。

小冊子おだきゅう表紙　　2003年〜2006年。
- カタログ表紙　「音の楽園」　　2007年〜2011年。

## 著書
- 駒田寿郎 (2004). Digital Works 駒田寿郎イラストレーション集〈Vol.1〉光と風. ISBN 978-4-8729-8695-2